# Megalochelys atlas
Megalochelys atlas é uma espécie extinta de tartaruga gigante do final do período Mioceno até o período do Pleistoceno Inferior.
Durante os períodos glaciais secos, variou do oeste da Índia e do Paquistão (possivelmente até mesmo tão a oeste quanto sul e leste Europa) até o extremo leste de Sulawesi e Timor, na Indonésia, embora os espécimes da ilha provavelmente representem espécies distintas. Foi sugerido que Megalochelys sivalensis seria o nome correto para o táxon embora isso seja contestado.

## Descrição
Megalochelys atlas é o maior membro conhecido da família Testudinidae, com um comprimento de concha de cerca de 2.1 m, um comprimento total estimado de 2,5 a 2,7 m, e uma altura total aproximada de 1.8 m. As estimativas de peso populares para este táxon variaram muito, com as estimativas mais altas atingindo até 4000 kg, em alguns casos. No entanto, os pesos com base no deslocamento volumétrico do esqueleto, ou inferências baseadas em desenhos de esqueletos bidimensionais, indicam que M. atlas estava provavelmente mais perto de 1000 a 2000 libras em massa. M. atlas é, portanto, a maior tartaruga conhecida. As únicas tartarugas maiores eram as marinhas Archelon e Protostega, do Período Cretáceo, e as de água doce Stupendemys, da América do Sul, no Mioceno Superior.

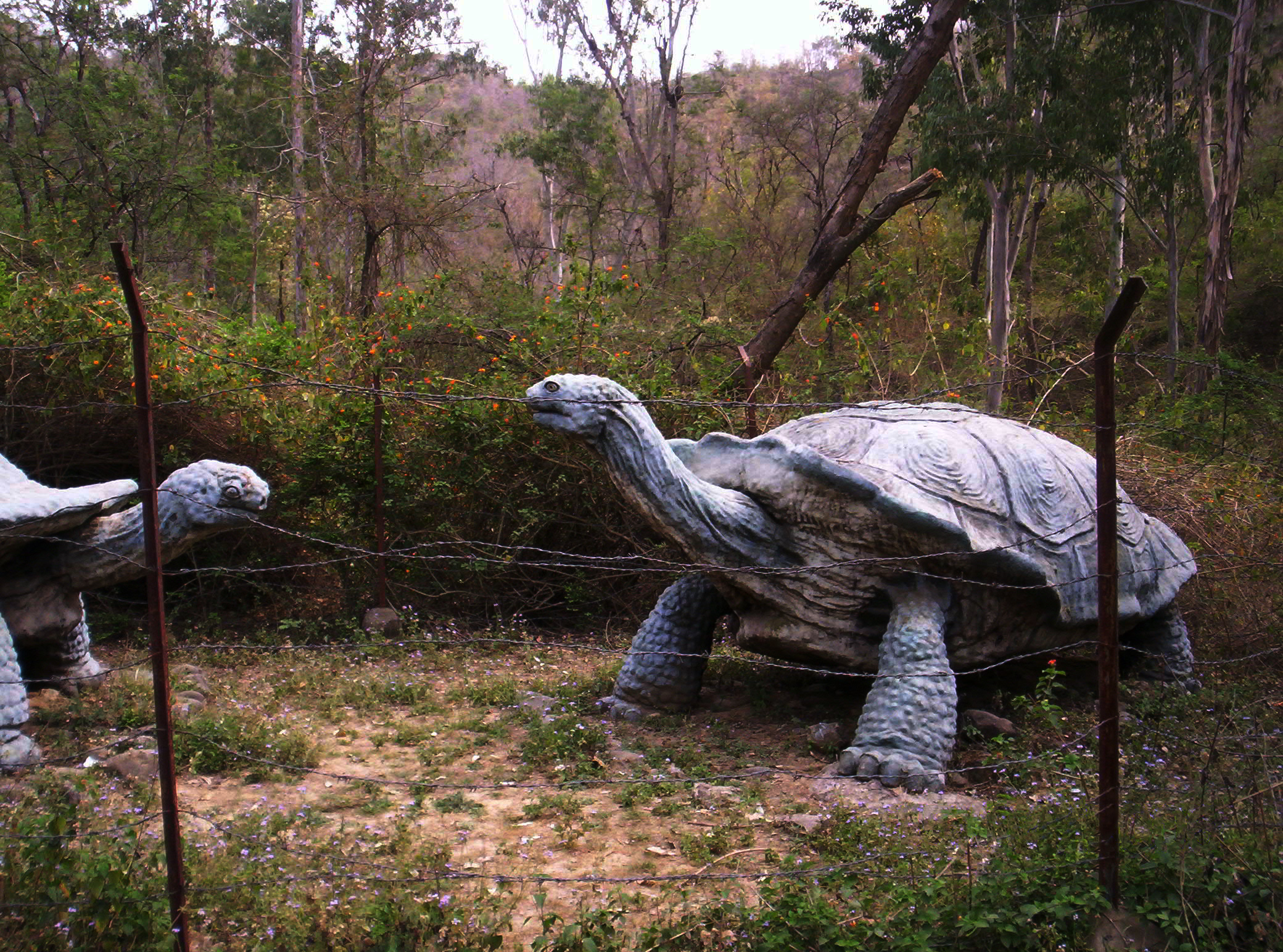
Reconstrução

Como a tartaruga moderna de Galápagos, o peso do M. atlas era sustentado por quatro pés de elefante. Como a maioria dos membros do gênero relacionado Testudo são herbívoros, os paleontólogos acreditam em M. atlas tinha a mesma dieta.

## Taxonomia
Megalochelys atlas tem uma complicada história nomenclatural. Ele foi anteriormente colocado no gênero Colossochelys, porém este nome é na verdade um sinônimo júnior de Megalochelys. A declaração de retirada foi feita por Auffenberg (1974).
Portanto, o gênero correto é Megalochelys e a espécie correta é M. Atlas.

## Extinção
É amplamente suspeito que a espécie foi extinta devido à chegada do Homo erectus, devido a extinções escalonadas em ilhas que coincidiram com a chegada do H. erectus nessas regiões.